# Marie Majerová

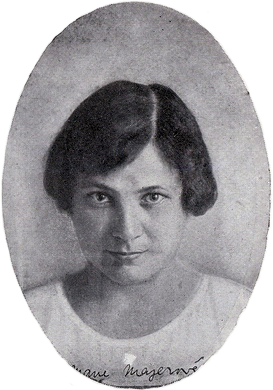
Marie Majerová, 1923

Marie Majerová (* 1. Februar 1882 in Úvaly; † 16. Januar 1967 in Prag; bürgerlicher Name Marie Bartošová) war eine tschechische Prosaistin und Journalistin. Sie wurde 1947 als Nationalkünstlerin ausgezeichnet.

## Leben
Marie Majerová stammte aus einer armen Familie, besuchte in Kladno die Bürgerschule und war anschließend als Bedienstete in Budapest, Wien und von 1906 bis 1907 in Paris tätig. Sie strebte nach Bildung, die sie schließlich in der Gruppe um S. K. Neumann vermittelt bekam. Ihre schwere Jugend beeinflusste ihr literarisches Schaffen und ihre politischen Ansichten. Zunächst Anarchistin, schloss sie sich 1908 den Sozialdemokraten an und trat 1921 in die Kommunistische Partei ein. Als Unterzeichnerin des kritischen Manifests der Sieben wurde sie im März 1929 aus der Partei jedoch ausgeschlossen. Später studierte sie an der Sorbonne und bereiste die Welt. In ihren Werken verarbeitete Majerová ihre eigenen Eindrücke und sammelte z. B. für die Bergmannsballade nach eigenen Angaben Informationen von tschechischen Arbeitern, die nach 1918 in die neukonstruierte Tschechoslowakei zurückgekehrt waren.

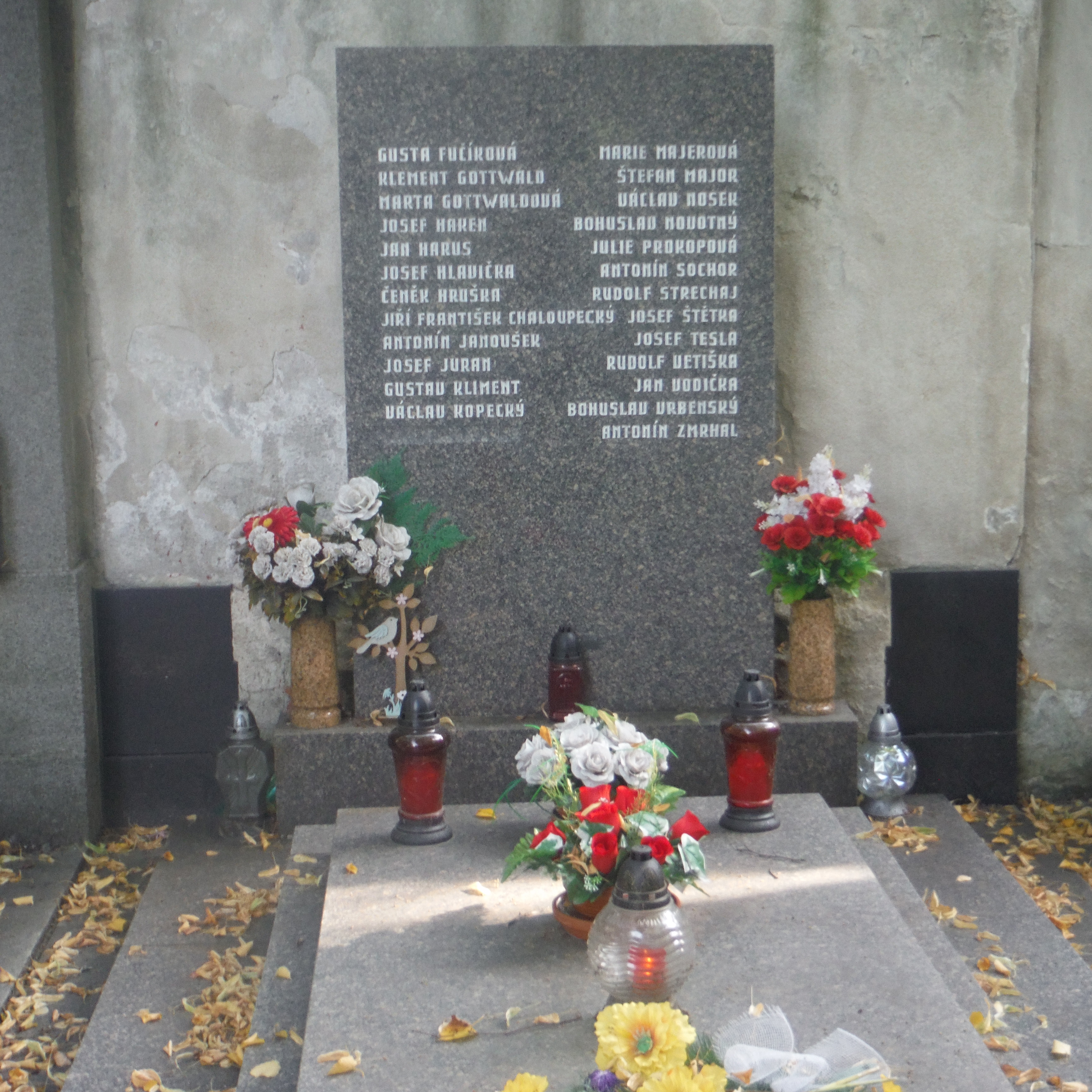
Sammelgrab in den Olšany-Friedhöfen mit den Urnen, welche ursprünglich im Nationaldenkmal am Veitsberg bestattet waren

Marie Majerová wurde nach ihrem Tod kremiert, ihre Urne fand ihren Platz neben der Klement Gottwalds im Nationaldenkmal am Veitsberg und wurde dort zusammen mit der Asche weiterer bedeutender tschechoslowakischer Kommunisten bis 1990  aufbewahrt. Nach der Samtenen Revolution wurden die Urnen schließlich aus dem Nationaldenkmal entfernt und in einem Sammelgrab in den Olšany-Friedhöfen bestattet.

## Werke
Sie arbeitete als Redakteurin (Beiträge für die Kinderseite) bei der kommunistischen Zeitung Rudé právo und schrieb für Frauenzeitschriften, aber auch für weniger bekannte linksgerichtete Zeitungen und Zeitschriften.
Ihr wichtigstes Thema war die schlechte soziale Stellung der Frau in der Gesellschaft. Ein Thema, das sich in jedem ihrer Werke wiederfindet, meist in kleinbürgerlichen Kreisen oder klassenkämpferischen Werken. Ihrer Auffassung nach heißt eine Frau zu sein immer zu leiden. Ihre schriftstellerische Laufbahn begann sie mit Erzählungen, später schrieb sie Romane.

### Erzählungen
- Povídky z pekla
- Plané milování
- Mučenky
- Nepřítel v domě
- Plané milování
- Dcery země
- Červené kvítí – 1912
- Nejkrásnější svět
- Africké vteřiny
- Sedm hrobů
- Parta na křižovatce – 1933
- Divoký západ – 1945
- Dívky tepané ze stříbra – 1945

### Romane
- Panenství
- Náměstí republiky
- Přehrada
- Siréna – 1935, bedeutendstes Werk der Autorin
- Havířská balada – 1938

### Lyrik
- Hledání domova – lyrika, vyznání lásky k české přírodě

### Reportagen
- Dojmy z Ameriky
- Africké vteřiny
- Zpívající Čína

### Kinderbücher
- Robinsonka
- Zlatý pramen
- Bruno, čili dobrodružství německého hocha na české vesnici
- Zázračná hodinka
- Rudá vlčata
- Veselá kniha zvířátek
- Nespokojený králíček

## Deutschsprachige Publikationen (Auswahl)
- Bergmannsballade (1952)
- Der entzauberte Garten (Erzählungen, 1952)
- Die Sirene (1950)
- Die schönste aller Welten (1952)
- Kleines Fräulein Robinson (1950)
- Liebe … Liebe? (1958)
- Zauberwelt des Märchens (1963)
- Das unzufriedene Kaninchen (1960)
- Mädchenliebe (1959)

## Verfilmungen
- 1937: Panenství, – Regie: Otakar Vávra
- 1947: Die Sirene (Sirena) – Regie: Karel Steklý
- 1956: Fräulein Robinson (Robinsonka)
- 1960: Haus ohne Sonne (Kde reky maji slunce) – nach dem Roman „Die schönste aller Welten“
- 1974: Fräulein Robinson (Robinsonka)